# 14e étape du Tour d'Italie 2011
Pour un article plus général, voir Tour d'Italie 2011.
La 14e étape du Tour d'Italie 2011 s'est déroulée le samedi 21 mai 2011. Lienz (Autriche) est la ville de départ, et le sommet du Monte Zoncolan le sommet de l'arrivée. La longueur du parcours de l'étape était à l'origine de 210 km, avant de passer à 190 km avec l'annulation du Monte Crostis et son remplacement avec le Tuvalis. Finalement elle est passée à 170 km à la suite de l'annulation en cours d'étape du Tuvalis par suite de protestations. Il s'agit de la seule étape de l'édition 2011 qui démarre en territoire non italien.
L'Espagnol Igor Antón (Euskaltel-Euskadi) remporte cette étape en solitaire. L'Espagnol Alberto Contador (Saxo Bank-SunGard) conserve le maillot rose de leader,.

## Côtes
| Premier   | Gianluca Brambilla | 5 pts |
| Deuxième  | Matteo Rabottini   | 3 pts |
| Troisième | Bram Tankink       | 2 pts |
| Quatrième | Matteo Tosatto     | 1 pts |

| Premier   | Gianluca Brambilla | 5 pts |
| Deuxième  | Bram Tankink       | 3 pts |
| Troisième | Matteo Rabottini   | 2 pts |
| Quatrième | Filippo Savini     | 1 pts |

| - 3. Côte du Passo della Mauria, 2e catégorie (kilomètre 96,2) \| Premier \| Gianluca Brambilla \| 9 pts \| \| Deuxième \| Matteo Rabottini \| 5 pts \| \| Troisième \| Bram Tankink \| 3 pts \| \| Quatrième \| Robert Kišerlovski \| 2 pts \| \| Cinquième \| Filippo Savini \| 1 pts \| | - 4. Côte du Monte Crostis, 1re catégorie (kilomètre 172,8) : annulé 4. Côte du Tualis, 2e catégorie (kilomètre 164,2) en remplacement : annulé |       |
| Premier | Gianluca Brambilla | 9 pts |
| Deuxième | Matteo Rabottini | 5 pts |
| Troisième | Bram Tankink | 3 pts |
| Quatrième | Robert Kišerlovski | 2 pts |
| Cinquième | Filippo Savini | 1 pts |

- 5. Côte du Monte Zoncolan, 1re catégorie (kilomètre 210,0 190,0 170,0 – Arrivée)

| Premier   | Igor Antón            | 15 pts |
| Deuxième  | Alberto Contador[n 1] | 9 pts  |
| Troisième | Vincenzo Nibali       | 5 pts  |
| Quatrième | Michele Scarponi      | 3 pts  |
| Cinquième | Denis Menchov         | 2 pts  |
| Sixième   | John Gadret           | 1 pts  |

## Sprint volant
- Sprint volant à Villa Santina (kilomètre 139,9)

| Premier   | Matteo Rabottini     | 5 pts |
| Deuxième  | Bram Tankink         | 4 pts |
| Troisième | Gianluca Brambilla   | 3 pt  |
| Quatrième | Michael Mørkøv       | 2 pts |
| Cinquième | Tiziano Dall'Antonia | 1 pts |

## Classement de l'étape
|    | Coureur             | Pays        | Équipe                  |    | Temps           |
| -- | ------------------- | ----------- | ----------------------- | -- | --------------- |
| 1  | Igor Antón          | Espagne     | Euskaltel-Euskadi       | en | 5 h 04 min 26 s |
|    | Alberto Contador    | Espagne     | Saxo Bank-SunGard       | +  | 33 s            |
| 3  | Vincenzo Nibali     | Italie      | Liquigas-Cannondale     |    | 40 s            |
| 4  | Michele Scarponi    | Italie      | Lampre-ISD              |    | 1 min 11 s      |
| 5  | Denis Menchov       | Russie      | Geox-TMC                |    | 1 min 21 s      |
| 6  | John Gadret         | France      | AG2R La Mondiale        |    | 1 min 38 s      |
| 7  | Mikel Nieve         | Espagne     | Euskaltel-Euskadi       |    | 1 min 52 s      |
| 8  | Hubert Dupont       | France      | AG2R La Mondiale        |    | 1 min 55 s      |
| 9  | Kanstantsin Siutsou | Biélorussie | Team HTC-Highroad       |    | 2 min 05 s      |
| 10 | José Rujano         | Venezuela   | Androni Giocattoli-CIPI |    | 2 min 11 s      |

## Classement général
|    | Coureur             | Pays        | Équipe              |    | Temps            |
| -- | ------------------- | ----------- | ------------------- | -- | ---------------- |
|    | Alberto Contador    | Espagne     | Saxo Bank-SunGard   | en | 54 h 45 min 45 s |
| 1  | Vincenzo Nibali     | Italie      | Liquigas-Cannondale | en | 54 h 49 min 5 s  |
| 2  | Igor Antón          | Espagne     | Euskaltel-Euskadi   |    | 1 s              |
| 3  | Michele Scarponi    | Italie      | Lampre-ISD          |    | 46 s             |
| 4  | John Gadret         | France      | AG2R La Mondiale    |    | 2 min 3 s        |
| 5  | Kanstantsin Siutsou | Biélorussie | Team HTC-Highroad   |    | 2 min 17 s       |
| 6  | Denis Menchov       | Russie      | Geox-TMC            |    | 2 min 46 s       |
| 7  | Hubert Dupont       | France      | AG2R La Mondiale    |    | 2 min 52 s       |
| 8  | Roman Kreuziger     | Tchéquie    | Astana              |    | 3 min 20 s       |
| 9  | David Arroyo        | Espagne     | Movistar            |    | 3 min 23 s       |
| 10 | Joaquim Rodríguez   | Espagne     | Team Katusha        |    | 4 min 9 s        |

## Classements annexes

### Classement par points
|   | Cycliste         | Équipe                  | Points  |
| - | ---------------- | ----------------------- | ------- |
| 1 | Alberto Contador | Saxo Bank-SunGard       | 117 pts |
| 1 | Michele Scarponi | Lampre-ISD              | 73 pts  |
| 3 | Roberto Ferrari  | Androni Giocattoli-CIPI | 70 pts  |

### Classement du meilleur grimpeur
|   | Cycliste           | Équipe                  | Points |
| - | ------------------ | ----------------------- | ------ |
| 1 | Alberto Contador   | Saxo Bank-SunGard       | 33 pts |
| 1 | Gianluca Brambilla | Colnago-CSF Inox        | 27 pts |
| 3 | José Rujano        | Androni Giocattoli-CIPI | 24 pts |

### Classement du meilleur jeune
| Cycliste              | Équipe   | Temps | Temps            |
| --------------------- | -------- | ----- | ---------------- |
| Roman Kreuziger       | Astana   | en    | 54 h 52 min 25 s |
| Steven Kruijswijk     | Rabobank | +     | 2 min 04 s       |
| Francesco Masciarelli | Astana   |       | 11 min 08 s      |

### Classement par équipes aux temps
| Équipe                  | Temps | Temps            |
| ----------------------- | ----- | ---------------- |
| Astana                  | en    | 164 h 5 min 17 s |
| Movistar                | +     | 49 s             |
| Androni Giocattoli-CIPI |       | 4 min 37 s       |

### Classement par équipes aux points
| Équipe                  | Points  |
| ----------------------- | ------- |
| Lampre-ISD              | 248 pts |
| Androni Giocattoli-CIPI | 244 pts |
| Movistar                | 193 pts |

## Abandon
- Francesco Chicchi (Quick Step) : abandon
- Andrea Noè (Farnese Vini-Neri Sottoli) : abandon
- Rafael Valls Ferri (Geox-TMC) : abandon